# Where Stars Land
Where Stars Land (hangeul : 여우각시별 ; RR : Yeougaksibyeol) est une série télévisée sud-coréenne diffusée depuis le 1er octobre 2018 sur le réseau SBS.

## Synopsis
Where Stars Land est une série racontant la vie de nouvelles recrues au sein du personnel de l'aéroport d'Incheon.
- Agent Lee Soo Yeon -
Lee Soo Yeon est un jeune homme mystérieux et réservé qui a récemment intégrer le service client de l'aéroport, mais le secret qu'il essaie de cacher depuis si longtemps est sur le point d'être révélé après la rencontre d'une certaine Han Yeo Reum...
- Han Yeo Reum -
Han Yeo Reum,qui a également rejoint le service client, est une jeune femme essayant de faire de son mieux, mais qui enchaîne les erreurs, elle va faire la rencontre de Lee Soo Yeon, avec qui elle va partager une relation assez particulière...

## Distribution

### Rôles principaux
- Lee Je-hoon : Lee Soo-yeon (29 ans)[1]
  - Nam Da-reum (en) : Lee Soo-yeon (jeune)[2]
- Chae Soo-bin : Han Yeo-reum (27 ans)[3]
- Lee Dong-gun (en) : Seo In-woo (37 ans)[4]
- Kim Ji-soo (en) : Yang Seo-koon (41 ans)[5]

### Rôles secondaires
Équipe de service aux passagers
- Jang Hyun-sung (en) : Kwon Hee-seung
- Ahn Sang-woo : Gong Seung-cheol

Équipe du service de sécurité
- Lee Sung-wook : Choi Moo-ja
- Kim Kyung-nam (en) : Oh Dae-ki
- Lee Soo-kyung (en) : Na Young-joo

Équipe de gestion d'amarrage
- Kim Won-hae : Park Tae-hee
- Kim Ro-woon : Ko Eun-sub
- Ha Ji-eun : Si Jae-in

Personnel de l'aéroport d'Incheon
- Jeong Jae-sung : Lee Woo-taek
- Hong Ji-min : Heo Young-ran
- Kim Joon-won : Mo Jeong-hoon

Autres
- Park Hyuk-kwon (en) : Mister Zhang
- Choi Won-young (en) : Han Jae-young
- Kim Yeo-jin (en) : Yoon Hye-won
- Lee Seul-a